# Johann Emanuel Joseph von Khevenhüller-Metsch
Johann Emanuel Joseph von Khevenhüller-Metsch (23 aprile 1751 – Milano, 9 aprile 1847) è stato un funzionario austriaco.

## Biografia
Nato Johann Emanuel Joseph von Khevenhüller-Metsch, era figlio di Karoline von Metsch e del principe Johann Joseph von Khevenhüller-Metsch, primo maggiordomo dell'imperatrice Maria Teresa. Fu consigliere intimo di sua maestà l'imperatore  Francesco I. 
Apparteneva alla famiglia dei Khevenhüller-Metsch, nobile casata austriaca originaria della Carinzia.
Nel 1773 sposa la contessa Maria Giuseppina Mezzabarba, dalla quale avrà due figlie: Marie Leopoldine (sposatasi con Febo d'Adda marchese di Pandino, con discendenza) e Marie Anne (sposatasi con Carlo Visconti di Modrone). Dai Mezzabarba il Khevenhüller ereditò la contea di Corvino San Quirico, comprendente anche Casatisma in cui venne ricostruito in forme grandiose da Leopold Pollack il Palazzo già Mezzabarba (attuale palazzo d'Adda).
La figlia Maria Leopoldina von Khevenhüller-Metsch è annoverata tra i nobili parenti del senatore e marchese Emanuele Borromeo.

### Il trasferimento della famiglia in Italia
Nel 1700 la famiglia Khevenhüller si trasferì in Italia per svolgere compiti politico-amministrativi per conto dell'imperatrice Maria Teresa. I Khevenhüller ricoprirono incarichi diplomatici e di rappresentanza durante il regno del Lombardo-Veneto. 
Nel 1826 Johann Emanuel Joseph acquistò il latifondo di Monticelli d'Oglio, del quale ricopri più volte l'incarico di primo deputato, insieme a Leopardo Martinengo.